# Harry Myers
Harry Myers, algumas vezes creditado como Henry Myers ou Harry C. Myers (New Haven, 5 de setembro de 1882 – Hollywood, 25 de dezembro de 1938), foi um cineasta e ator de cinema e teatro estadunidense que iniciou sua carreira na era do cinema mudo, atuou em 293 filmes entre 1908 e 1938, e dirigiu 53 entre 1913 e 1917.

## Biografia
Myers foi ator de teatro durante dez anos, além de se tornar ator de cinema no Lubin Studios, em 1909. Seu primeiro filme foi The Guerrilla, de D. W. Griffith, em 1908, pela American Mutoscope & Biograph.
Em 1914, dirigiu suas próprias comédias curta-metragens ao lado de sua esposa, Rosemary Theby, para a Universal Pictures, Vim Comedy Company e Pathé.
Após 1920, estrelou muitos filmes longos, sendo o mais notável o milionário excêntrico no filme de Charlie Chaplin, City Lights (1931). Sua carreira declinou após a introdução do cinema sonoro.
Myers atuou em 245 filmes entre 1908 e 1938, e dirigiu 42 filmes entre 1913 e 1917. Atuou em vários seriados, entre eles The Adventures of Robinson Crusoe (1922) e In the Days of Buffalo Bill (1922).
Seu último filme foi Zenobia (1939), num pequeno papel não creditado, ao lado de Oliver Hardy. O filme foi lançado em 21 de abril de 1939, 5 meses após sua morte.

## Vida pessoal

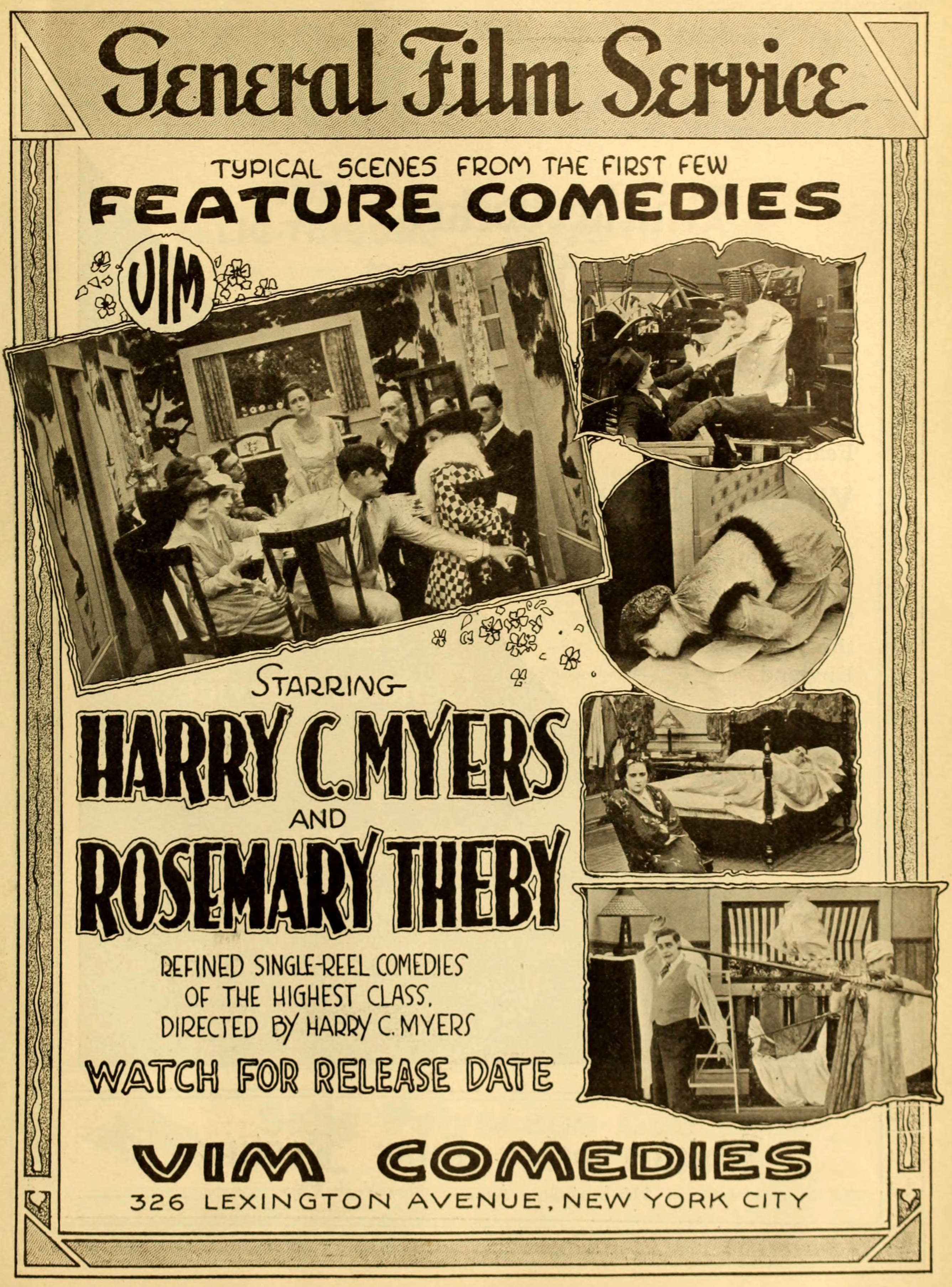
Anúncios das comédias de Myers e Rosemary Theby (1916)

Myers foi casado com a atriz Rosemary Theby, que atuou com ele em várias comédias curtas. Ficaram casados de 1915 até a morte dele, em 1938.
Faleceu de pneumonia em 25 de dezembro de 1938.

## Filmografia parcial
- The Guerrilla (1908)
- A Deal in Oil (1913)
- Baby (1915)
- The Masked Rider (1919)
- The Prospector's Vengeance (1920)
- The March Hare (1921)
- Oh Mary Be Careful (1921)

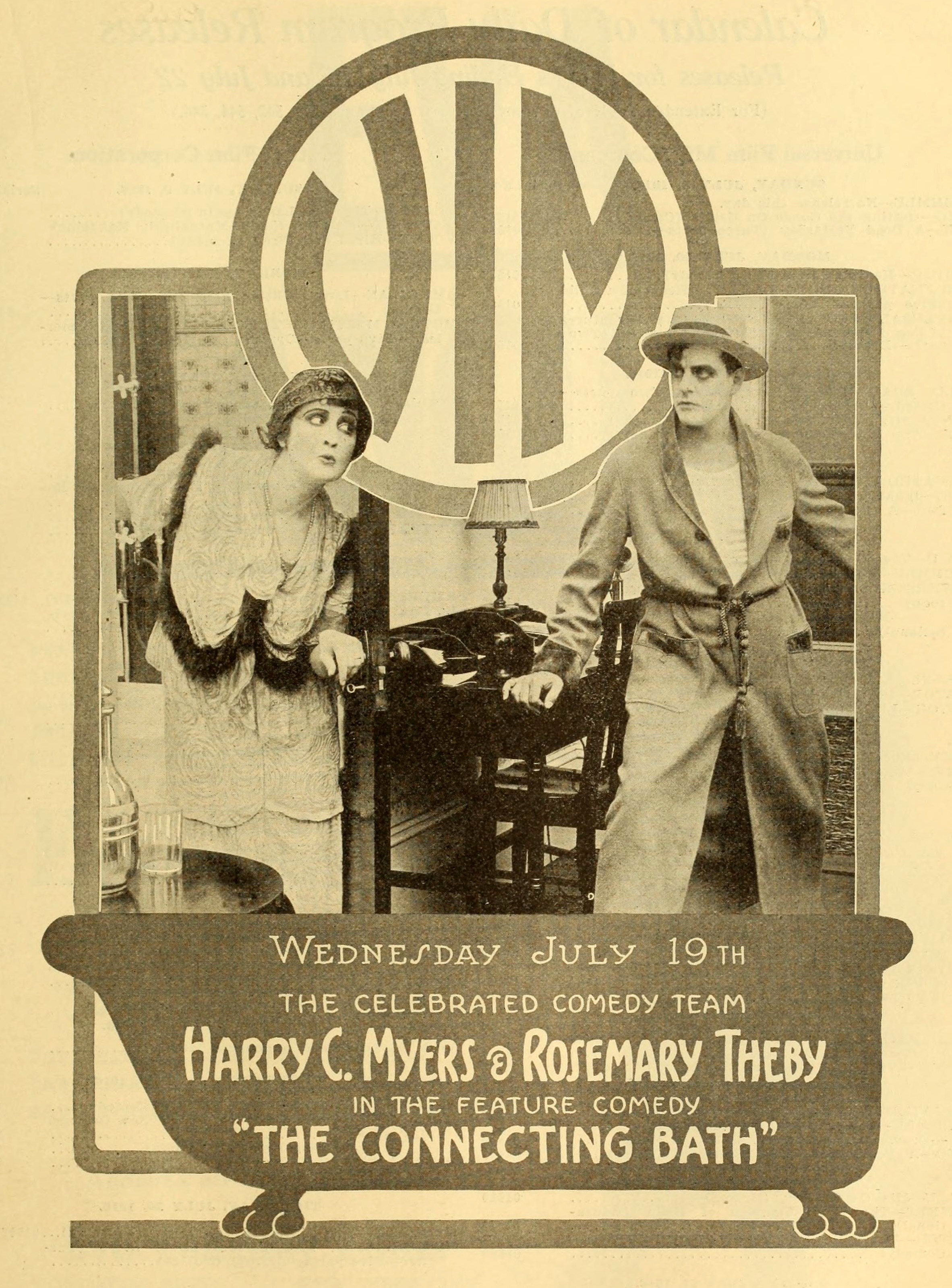
Cartaz do filme The Connecting Bath (1916)

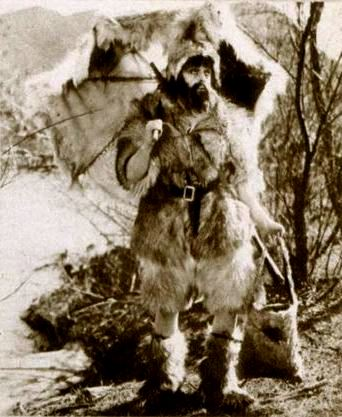
Myers no seriado The Adventures of Robinson Crusoé (1920).

- A Connecticut Yankee in King Arthur's Court (1921)
- The Adventures of Robinson Crusoe (1922)
- In the Days of Buffalo Bill (1922)
- Main Street (1923)
- Stephen Steps Out (1923)
- Listen Lester (1924)
- Zander the Great (1925)
- Get 'Em Young (1926)
- Up in Mabel's Room (1926)
- Exit Smiling (1926)
- The Chinatown Mystery (1928)
- Wonder of Women (1929)
- City Lights (1931)
- The Savage Girl (1932)
- Managed Money (1934)
- Allez Oop (1934)
- Mississippi (1935)
- Mixed Magic (1936)
- Hollywood Boulevard (1936)
- The Spider's Web (1938)
- The Oklahoma Kid (1939)
- Zenobia (1939)